# نیکلاس بارتلمی
نیکلاس بارتلمی (انگلیسی: Nicolas Barthélémy؛ زادهٔ ۷ سپتامبر ۱۹۹۰) بازیکن فوتبال اهل فرانسه است.